# Liberia op de Olympische Zomerspelen 2020
Liberia nam deel aan de Olympische Zomerspelen 2020 in Tokio, Japan. Er deden drie deelnemers mee, allemaal bij het atletiek. Er werden door de ploeg geen medailles gehaald. Wel werd er één finaleplaats gehaald, op de 200 meter voor mannen, door Joseph Fahnbulleh. Hij werd vijfde in de finale en had daarmee de beste prestatie van de Liberiaanse ploeg.

## Atleten
Hieronder volgt een overzicht van de atleten die hebben deelgenomen aan de Olympische Zomerspelen 2020.
| sport    | vrouwen | mannen | totaal |
| -------- | ------- | ------ | ------ |
| Atletiek | 1       | 2      | 3      |
| totaal   | 1       | 2      | 3      |

## Sporten

### Atletiek
Mannen
Loopnummers
| atleet            | onderdeel | series       | series       | kwartfinale  | kwartfinale  | halve finale   | halve finale   | finale         | finale         |
| atleet            | onderdeel | tijd         | rang         | tijd         | rang         | tijd           | rang           | tijd           | rang           |
| ----------------- | --------- | ------------ | ------------ | ------------ | ------------ | -------------- | -------------- | -------------- | -------------- |
| Emmanuel Matadi   | 100 m     | bye          | bye          | 10,25        | 5            | niet geplaatst | niet geplaatst | niet geplaatst | niet geplaatst |
| Emmanuel Matadi   | 200 m     | niet gestart | niet gestart | niet gestart | niet gestart | niet gestart   | niet gestart   | niet gestart   | niet gestart   |
| Joseph Fahnbulleh | 200 m     | 20,46        | 2 Q          | n.v.t        | n.v.t        | 19,99          | 2 Q            | 19,98          | 5              |

Vrouwen
Loopnummers
| atleet         | onderdeel    | series | series | kwartfinale | kwartfinale | halve finale | halve finale | finale         | finale         |
| atleet         | onderdeel    | tijd   | rang   | tijd        | rang        | tijd         | rang         | tijd           | rang           |
| -------------- | ------------ | ------ | ------ | ----------- | ----------- | ------------ | ------------ | -------------- | -------------- |
| Ebony Morrison | 100 m horden | 13,00  | 6 q    | n.v.t       | n.v.t       | 12,74        | 6            | niet geplaatst | niet geplaatst |